# یوهانس تیله
کارل فردریش یوهانس تیله (آلمانی: Johannes Thiele؛ ۱۳ مهٔ ۱۸۶۵ – ۱۷ آوریل ۱۹۱۸) یک شیمی‌دان اهل آلمان بود.